# Francesco Zabarella
Francesco Zabarella o Francesco de Zabarellis (Pàdua, 10 d'agost de 1360 - Constança, 26 de setembre de 1417) fou un cardenal i canonista italià. Els seus escrits principals foren sobre lleis canòniques: Lectura super Clementinis (Nàpols, 1471); Commentarius in libros Decretalium (Venècia, 1502); Consilia (Venècia, 1581). Se li atribueixen també: De felicitate libri III (Pàdua, 1655); De arte metrica; De natura rerum diversarum; De corpore Christi. Hi ha moltes cartes seves a la Österreichische Nationalbibliothek de Viena.

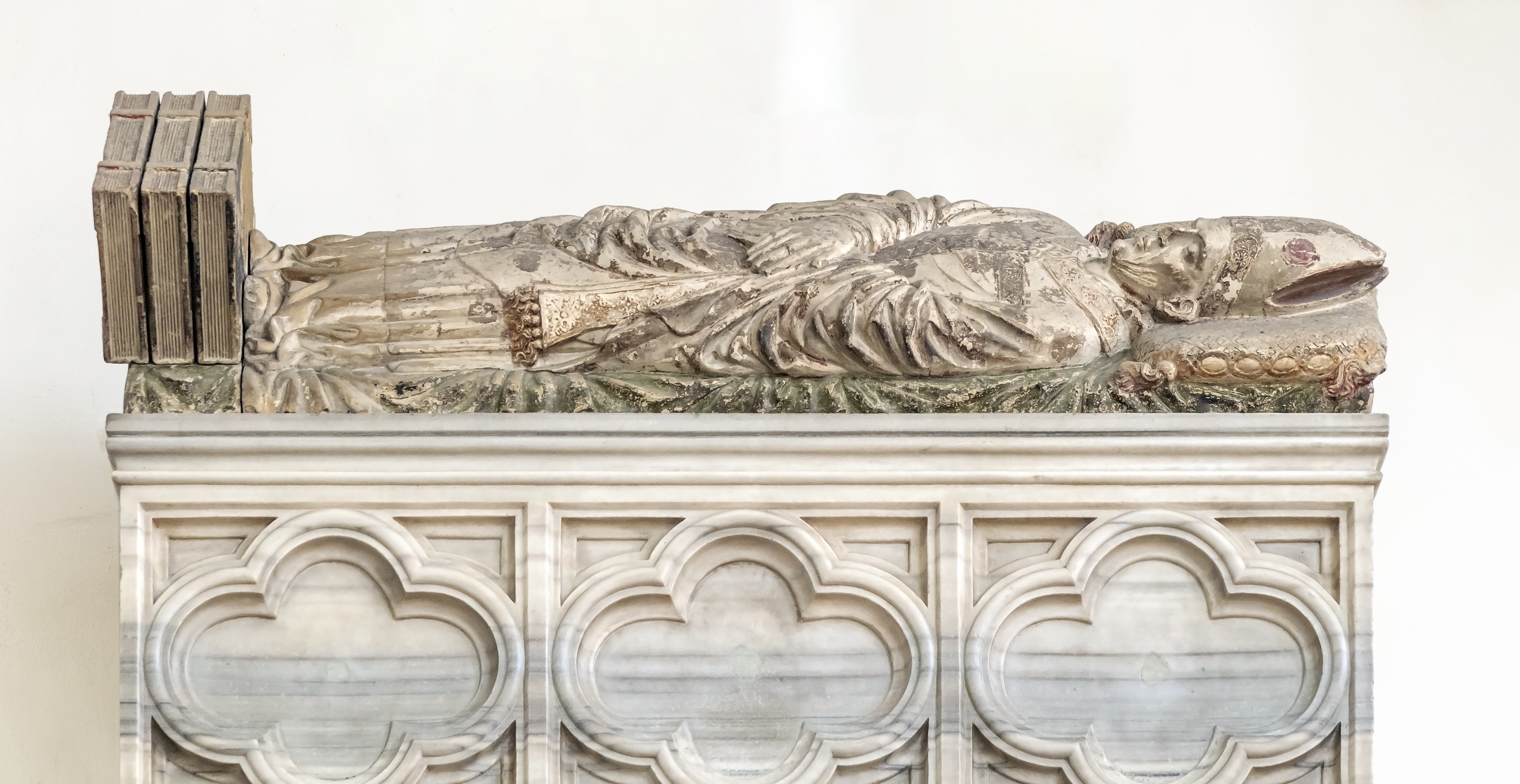
Tomba del cardenal Francesco Zabarella

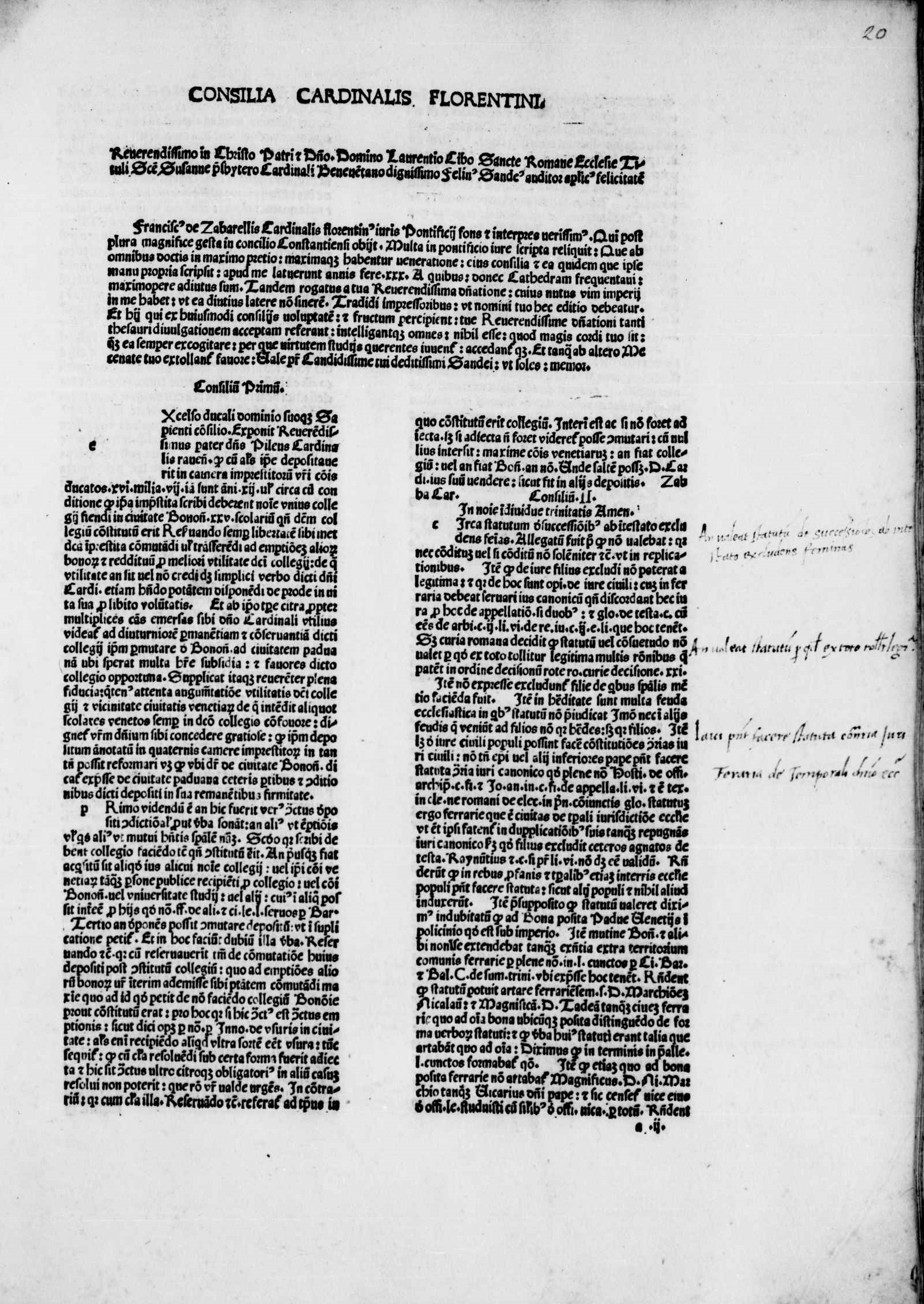
Consilia, édition du 1490